# 防犯装備

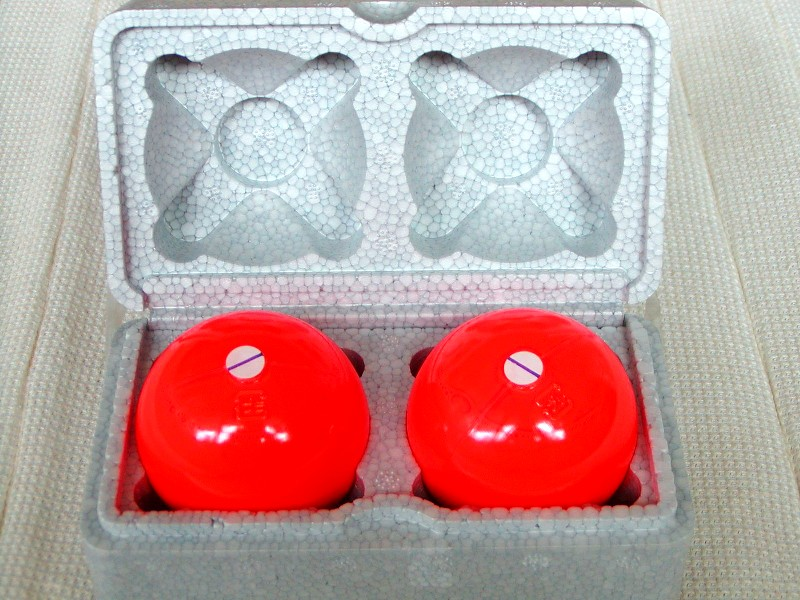
防犯カラーボール

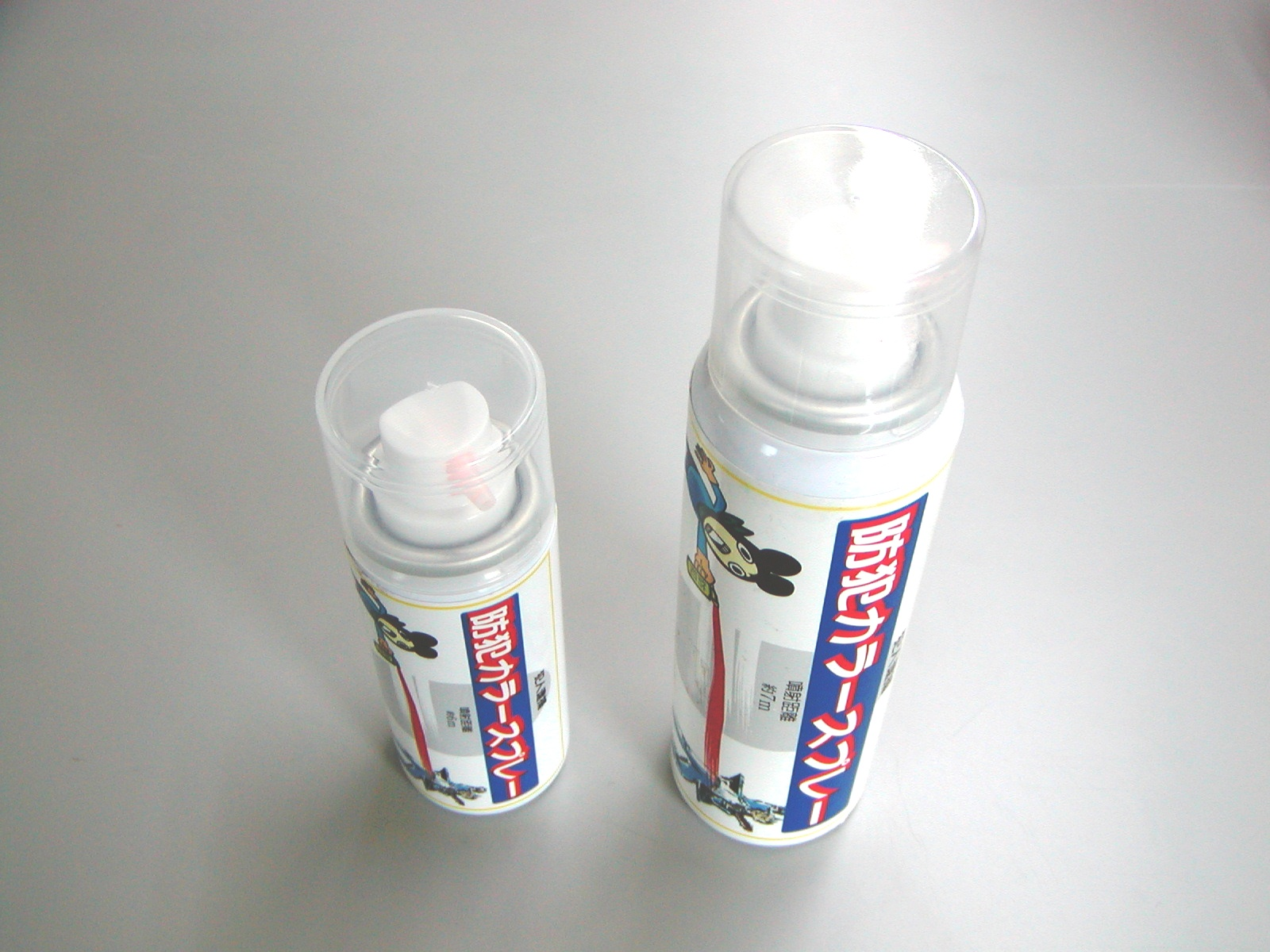
防犯カラースプレー

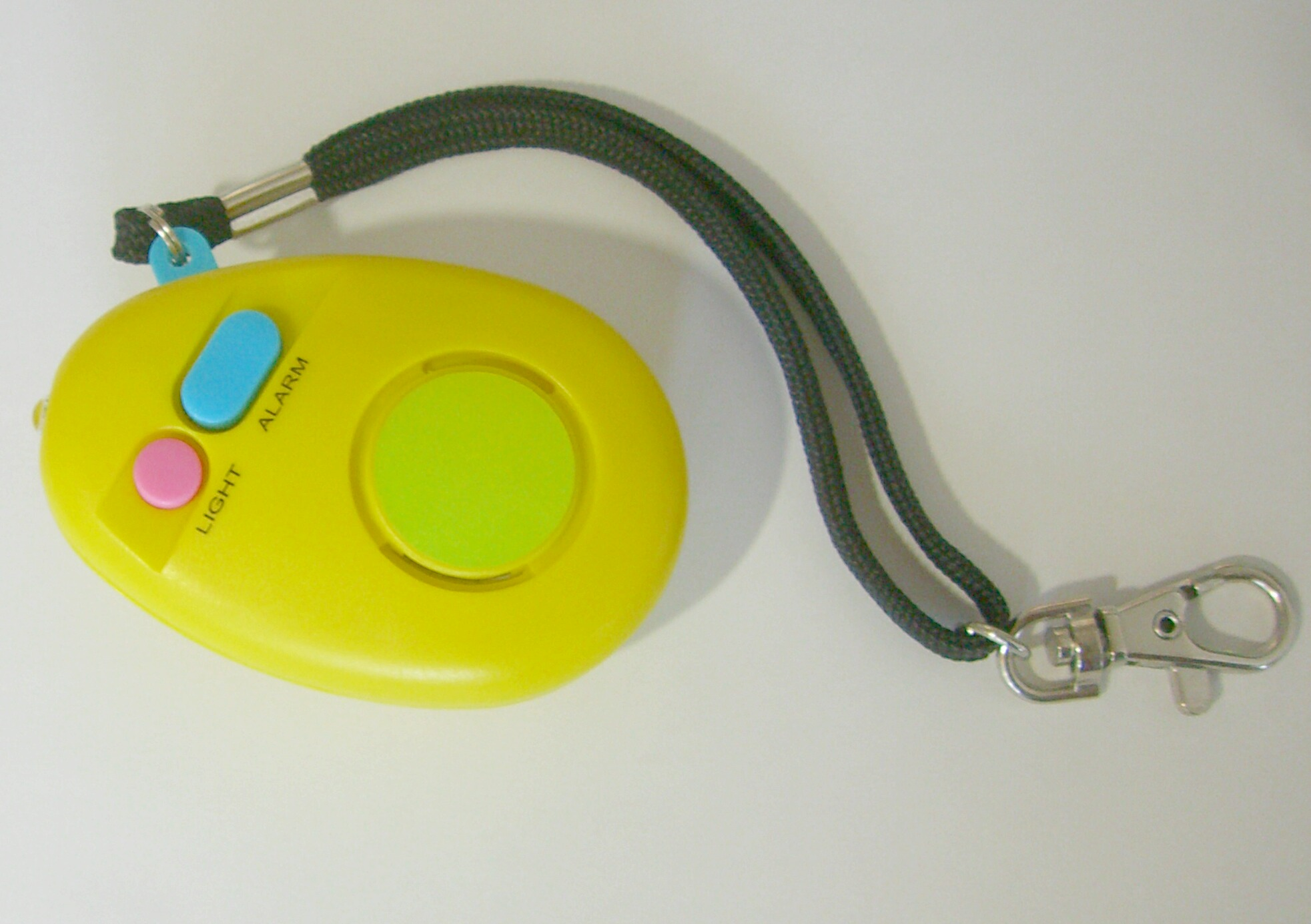
防犯ブザーの一例
全国防犯協会連合推奨品

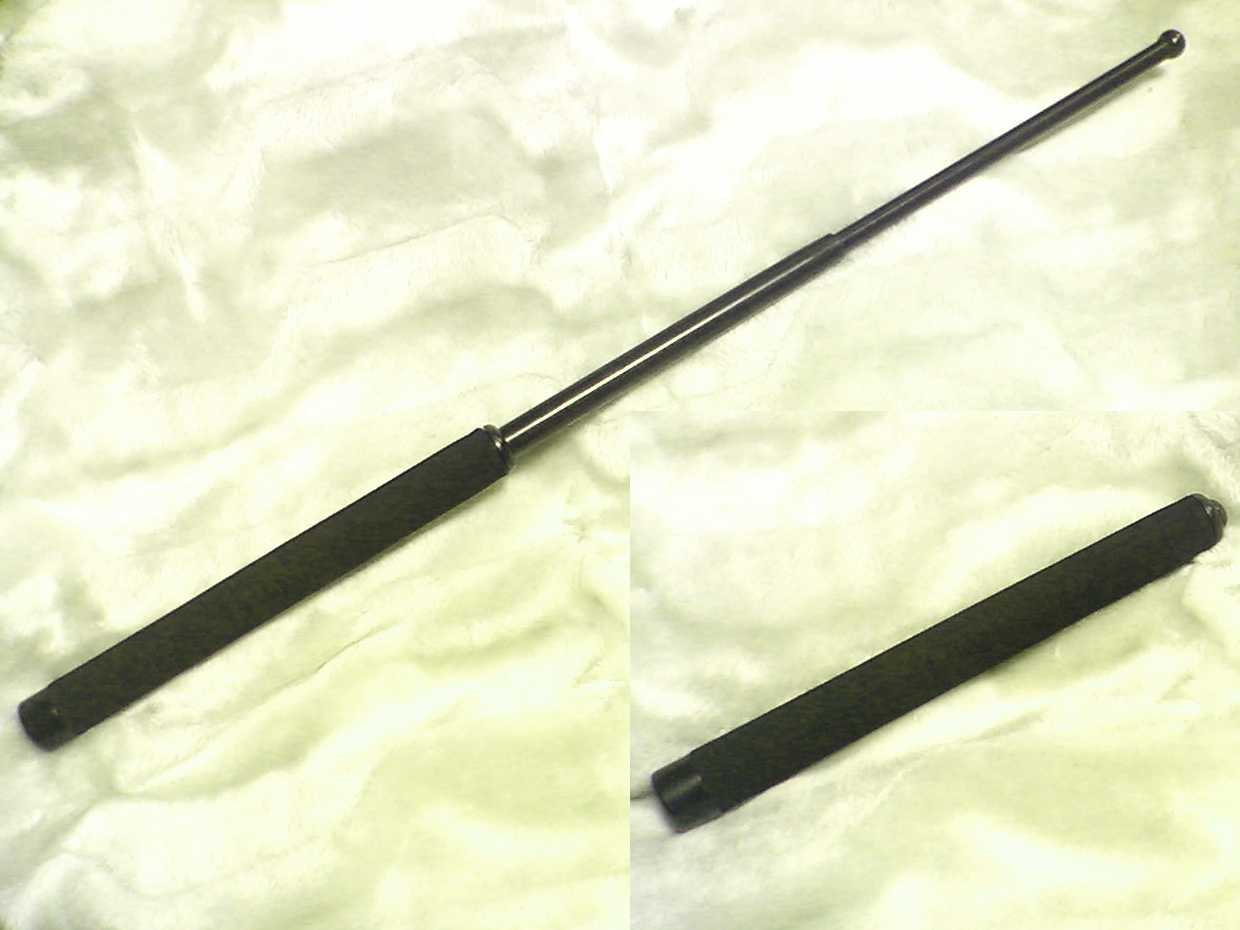
市販されている特殊警棒。右は縮めた状態

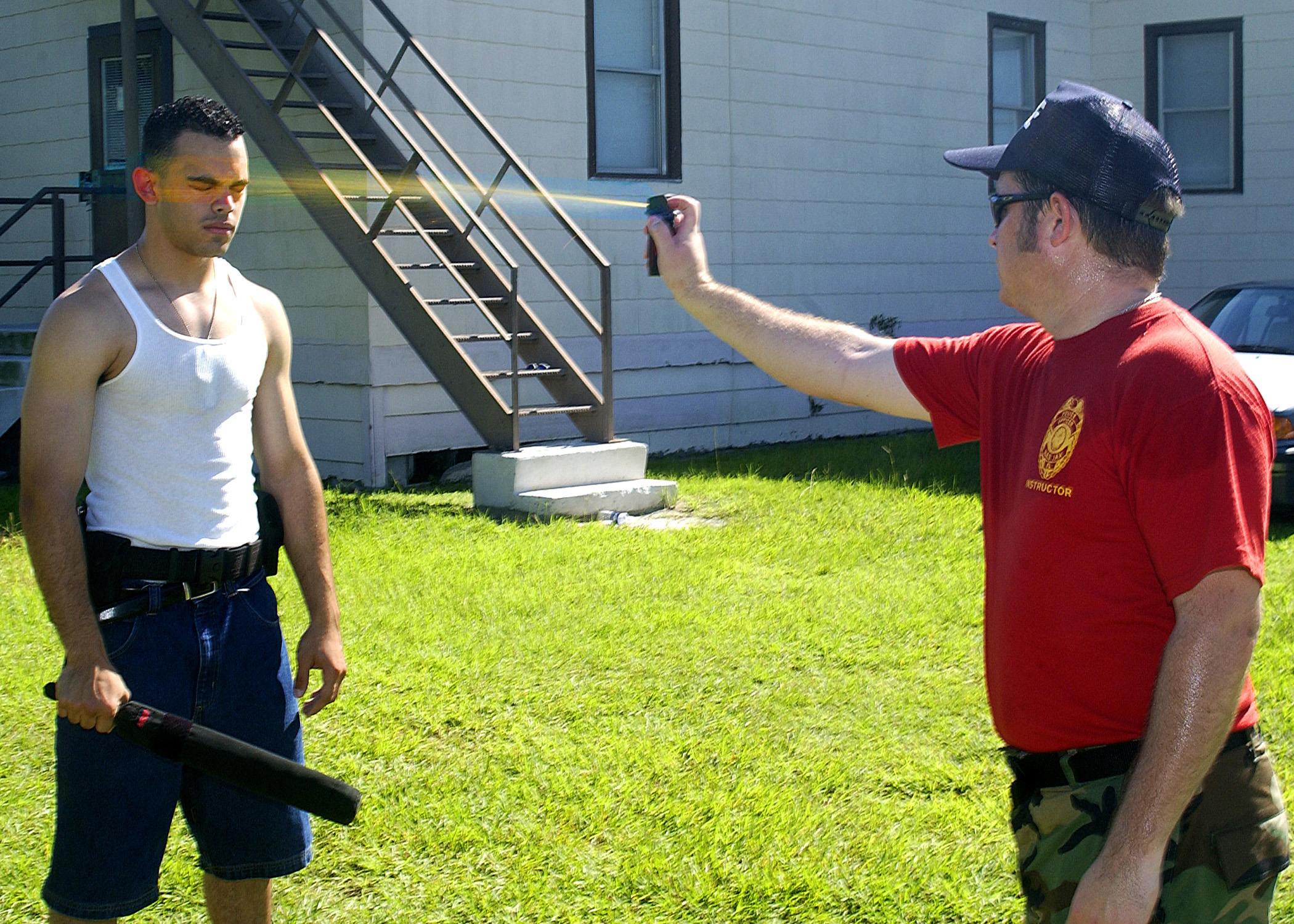
デモンストレーションによる催涙スプレーの使用

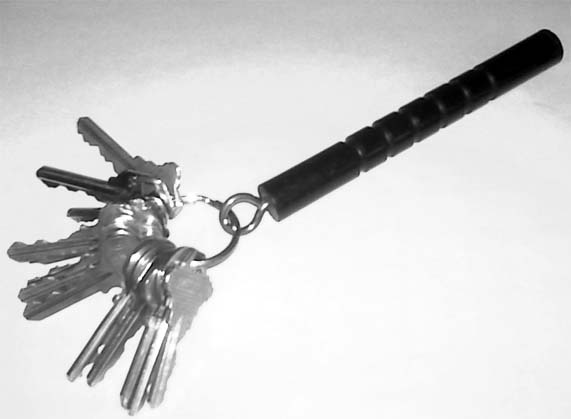
鍵を付けた状態のクボタン

防犯装備（ぼうはんそうび）とは、主に個人が携帯所持する防犯用品を指す。防犯グッズとも言う。

## 概要
これらは、防犯機器でも個人が携帯して犯罪などよりの難を逃れるために利用する道具で、持ち歩くことを前提とするため電池などで駆動するものや、動力を必要としない物品である。ただ、中には実質的に一種の武器（武具）とみなされるものもあるため、単純にこれらを大量に持ち歩いていればそれだけ安全という訳でもなく、逆に無用なトラブルを避ける上では、必要十分にして過剰ではない範囲という面も存在する。
防犯機器を大別すると設備としてのそれと、防犯装備に分けられる。防犯設備は主に、防犯カメラや防犯灯、あるいは磁気スイッチや窓ガラスの破損を検知する音響センサなどを利用したセキュリティシステム（→警備・機械警備参照）機器など、設置ないし固定する装置類などだが、防犯装備は個人が所持・携帯して使用する。
例えば、能動的手段である警棒・特殊警棒といったものから、非殺傷性ではあるがやはり攻撃的手段である催涙スプレーやスタンガン、また受動的だが効果的に防御力を向上させるボディアーマー・防刃ベスト、防刃手袋やヘルメット、盾（ライオットシールド）といった防具、また警笛や防犯ブザーのように周囲に助けを求めるための道具、カラーボール・防犯カラースプレーやカラーボール発射機「一発チェッカー」といった被害を最小限に抑えつつ逃走する犯人を追跡可能にさせ検挙を助ける道具がある。
この他にも犯罪を未然に防ぐ防犯と言う意味で、犯罪行為に使われかねない危険な物品の有無を探査する金属探知機やミリ波パッシブ撮像装置や後方散乱X線検査装置、盗聴探知機（→盗聴・フォックスハンティング参照）などの器具もあり、護身術（セルフディフェンス）の範疇では米国などでは銃などの積極的な攻撃用の武器が、日本では実質的な武器は過剰防衛にもみなされることから非殺傷性で犯罪者から逃れるのを助ける道具が利用されるが、より広義には警備用などで用いられる各種機器が「防犯装備」の範疇に含まれる。
その延長で非常時には持ち出して利用する刺又のような道具、パンフレットスタンドや鞄に擬装した盾などもあり、こと日本でも2000年代より通り魔や不審者・変質者といった問題もあって、学校施設を含む公共施設などに配置されている。

## 防犯装備の問題点
日本では、防犯装備の購入は自由だが、正当な理由なく隠して携行すると軽犯罪法違法とされ、取り締まりを受ける場合がある。警棒については正当な理由なく隠匿し携行するといわゆる軽犯罪法や、生活安全条例などに違反する場合がある。これは同時に、適正とみなされる範疇での携行もあり、例えば現金輸送などの危険が伴う業務では、取締りの対象にならない場合もあり、それは状況によって司法官憲により違法か否かを判断される。後述するように、ある程度攻撃的な装備であっても、状況やそれら装備の性質にもよって、一般市民での携行も、必ずしも違法行為と判断されないケースもみられる。
- 2009年（平成21年）3月26日 - 最高裁判所が催涙スプレーをポケットに隠し持っていたとして、軽犯罪法違反の罪に問われた東京都の男性会社員（28）に対する上告審判決にて第一小法廷（甲斐中辰夫裁判長）の判決では「スプレーは防御用で、隠し持っていた正当な理由がある」と認定。有罪とした一、二審を破棄し、無罪を言い渡した。 男性は2007年8月26日未明、米国製の護身用防犯スプレーを東京・新宿の路上で持っていたとして起訴された。一審・東京簡裁、二審・東京高裁はいずれも「隠し持つ正当な理由がない」と判断し、科料9千円を言い渡した。最高裁判決は、スプレーが比較的小型で、会社で経理を担当する男性が、多額の現金や有価証券を持ち運ぶために購入したことを指摘。路上で所持していた時も健康のためのサイクリング中だったとした。 無罪は、5人の裁判官全員一致の意見である[1]。

その一方、こういった機器は非常時に際して確実に動作することが求められる。しかし機器である以上は故障や不良品などできちんと動作しない可能性もあり、問題の拡大が懸念される。そのためにも定期的な動作チェックなどといった、工業製品一般よりも機能維持に留意する必要性も見出される。
- 2008年（平成20年）10月 - 全国防犯協会連合会が推奨する『優良』マーク付き防犯ブザーで故障が多発した[2]。